# 28912 Sonahosseini
28912 Sonahosseini este o planetă minoră (asteroid) din centura de asteroizi. A fost descoperită pe 4 iulie 2000 la Stația Anderson Mesa de Lowell Observatory Near-Earth-Object Search și a fost numită după Sona Hosseini⁠(d). 
Obiectul prezintă o orbită caracterizată de o semiaxă mare de 3,5049489 UAi, o excentricitate de 0,01, o înclinație de 8,93494 ° în raport cu ecliptica.